# Šok (medicina)
Šok (krvotočni urušaj) je stanje organizma s teškim poremećajem cirkulacije, koji dovodi do kritičnog smanjenja snabdijevanja tkiva i organa krvlju (mozga, srca, bubrega, jetre) i nedovoljnog snabdijevanja stanica kisikom.

## Simptomi
- Snižen krvni tlak (hipotenzija).
- Ubrzan rad srca (tahikardija), rijetko bradikardija.
- Poremećaji svijesti (pospanost, umor, koma).
- Smanjeno mokrenje (oligurija, anurija).
- Blijedilo, hladan znoj, rijetko topla i crvena koža kao kod septičkog šoka.

## Vrste
Na osnovu uzroka koji dovode do razvoja šoka:
- Kardiogeni šok nastaje zbog akutnog popuštanja srca, koje se karakterizira malim sistoličkim volumenom krvi (količina krvi koju srce izbaci u toku jedne sistole) i nemogućnošću postizanja zadovoljavajućeg minutnog volumena srca.
- Hipovolemijski šok, kao posljedica krvarenja (hemoragični šok), gubitka volumena tekućina (hipovolemijski šok) zbog povraćanja, proljeva, nakupljanja tekućine u trbušnoj šupljini.
- Opstruktivni šok, zbog nepotpunog začepljenja velikih krvnih žila, kao kod tamponade srca (kompresija srca izljevom različite etiologije u perikard, koji sprječava normalno punjenje srca u toku dijastole, raste pritisak u venama, smanjuje se sistolni i minutni volumen srca uz smanjenje arterijskog pritiska i ubrzanje srčanog rada kao kompenzaciona reakcija srca na poremećaj), tenzionog pneumotoraksa, masivne plućne embolije.
- Distributivni šok, kao posljedica oštećene mikrocirkulacije djelovanjem različitih toksina i vazoaktivnih materija, kao kod sepse(septički šok), anafilaksije (anafilaktički šok), intoksikacije (medikamentozni šok), miksedemska kriza i Adisonova bolest (endokrini šok), hipoglikemija (hipoglikemički šok, kod koga nije primarno oštećena mikrocirkulacija već snabdijevanje stanica glukozom), povrede glave i leđne moždine (neurogeni šok).
- Anestezijski šok koji je uzrokovan anestezijom.

Hipovolemijski i kardiogeni šok su najteži oblici šoka.
U toku šoka zbog neadekvatnog snabdjevanja stanica kisikom, prisutna je hipoksija tkiva koja dovodi do oštećenja mozga, bubrega, pluća, jetre, poremećaja koagulacije krvi s razvojem diseminovne inravaskularne koagulacije (DIK). Organizam se protiv šoka brani pojačanom produkcijom i oslobađanjem kateholamina (adrenalina), pojačanom potrošnjom kisika, ubrzanim srčanim radom i vazokonstrikcijom (jedino kod septičkog šoka zbog djelovanja toksina infektivnih noksi dominira vazodilatacija, pa je koža topla i ružičasta, dok je kod ostalih oblika šoka hladna i znojna).

## Terapija
Terapija šoka (ako je moguće) sastoji se u otklanjanju uzroka koji su doveli do šoka. Kao prva mjera je hemodinamska stabilizacija bolesnika postizanjem zadovoljavajućih vrijednosti pritiska krvi, odgovarajuća perfuzija tkiva, eliminacija hipoksije primjenom kisika.
Položaj bolesnika u distributivnom i hipovolemijskom šoku je tzv. šok položaj s uzdignutim nogama, zatim položaj na ravnoj površini kod dekompenzovanog kardiogenog i distributivnog šoka i položaj s uzdignutim gornjim dijelom tijela kod kompenzovanog kardiogenog šoka.
Od lijekova za otklanjanje hipotenzije primjenjuje se npr. dopamin i/ili dobutamin u dozi od 2-10 µg/kg/min., kod hipovolemije nadoknađuju se tekućine s dodatkom, npr. soli. Ringer laktat 500-1.500 ml i više uz poseban oprez kod kardiogenog šoka zbog dodatnog opterećenja srca može se unijeti tekućinama. Kod utvrđene acidoze aplicira se otopina natrij-bikarbonata, ali prethodno dobro odvagati njegovu primjenu, jer postoji opasnost od mogućih sporednih efekata promijenjenog acidobaznog statusa.
|  | Molimo pročitajte upozorenje o korištenju medicinskih informacija. Ne provodite liječenje bez savjetovanja s liječnikom! |